# Михал Ковач
Инж. Михал Ковач, (слч. Michal Kováč; Љубиша, 5. август 1930 — 5. октобар 2016 Братислава) био је словачки банкар и политичар. Први председник Словачке. Михал Ковач завршио је економски факултет у Братислави и од године 1989. радио је у банкарству.

## Политичка каријера
Године 1989. постао је посланик федералне скупштине. 1989. – 1991. године је био министар финансија у оквиру Чехословачке. 1992. године је изабран у федералну скупштину у којој је постао председник.
Од 1993. до 1998. био је председник већ самосталне Словачке. Током свога председничког рада је имао спорове са Владимиром Мечјаром који је био словачки премијер.